# Jenő Hámori
Jenő Arhand „Gene” Hámori (ur. 27 sierpnia 1933 w Győrze) – węgierski szablista, reprezentujący także USA, złoty medalista igrzysk olimpijskich i mistrzostw świata.
Na igrzyskach olimpijskich w Melbourne w 1956 roku Węgrzy w składzie: Aladár Gerevich, Rudolf Kárpáti, Pál Kovács, Attila Keresztes, Jenő Hámori i Dániel Magay zdobyli drużynowo złoty medal. Indywidualnie nie startował. Brał też udział w igrzyskach olimpijskich w Tokio w 1964 roku, gdzie jako reprezentant USA drużynowo był siódmy, a w zawodach indywidualnych odpadł w ćwierćfinale.
Podczas mistrzostw świata w Rzymie w 1955 roku razem z Aladárem Gerevichem, Attilą Keresztesem, Rudolfem Kárpátim, Pálem Kovácsem i Endre Palóczem zwyciężył w zawodach drużynowych.
Po IO 1956 – tak jak Keresztes i Magay – w związku z wydarzeniami w Budapeszcie nie wrócił do kraju i osiadł w Stanach Zjednoczonych. W barwach tego kraju brał udział w igrzyskach olimpijskich w Tokio (1964), a także zdobył srebrny medal w drużynowej rywalizacji szablistów na igrzyskach panamerykańskich w 1971 w Cali. Później był taksówkarzem. Czterokrotnie był mistrzem USA. Uzyskał doktorat z chemii fizycznej na Uniwersytecie Pensylwanii, następnie prowadził badania z zakresu chemii biofizycznej na Uniwersytecie Cornella, a potem wykładał na Tulane University School of Medicine w Nowym Orleanie.

## Starty olimpijskie
Melbourne 1956
- szabla drużynowo –  złoto